# Haplocarpha
Genre
Classification APG III (2009)
Haplocarpha est un genre de plante à fleurs de la famille des Asteraceae. 

## Liste d'espèces
Selon NCBI (19 nov. 2010) :
- Haplocarpha lanata
- Haplocarpha lyrata
- Haplocarpha nervosa
- Haplocarpha parvifolia
- Haplocarpha rueppellii
- Haplocarpha scaposa
- Haplocarpha schimperi

Selon ITIS (19 nov. 2010) :
- Haplocarpha lyrata Harr.